# Japão nos Jogos Olímpicos de Verão de 2008
O Japão competiu nos Jogos Olímpicos de Verão de 2008, em Pequim, na China. A delegação de atletas e dirigentes foi representada pelo Comitê Olímpico Japonês.

## Medalhas

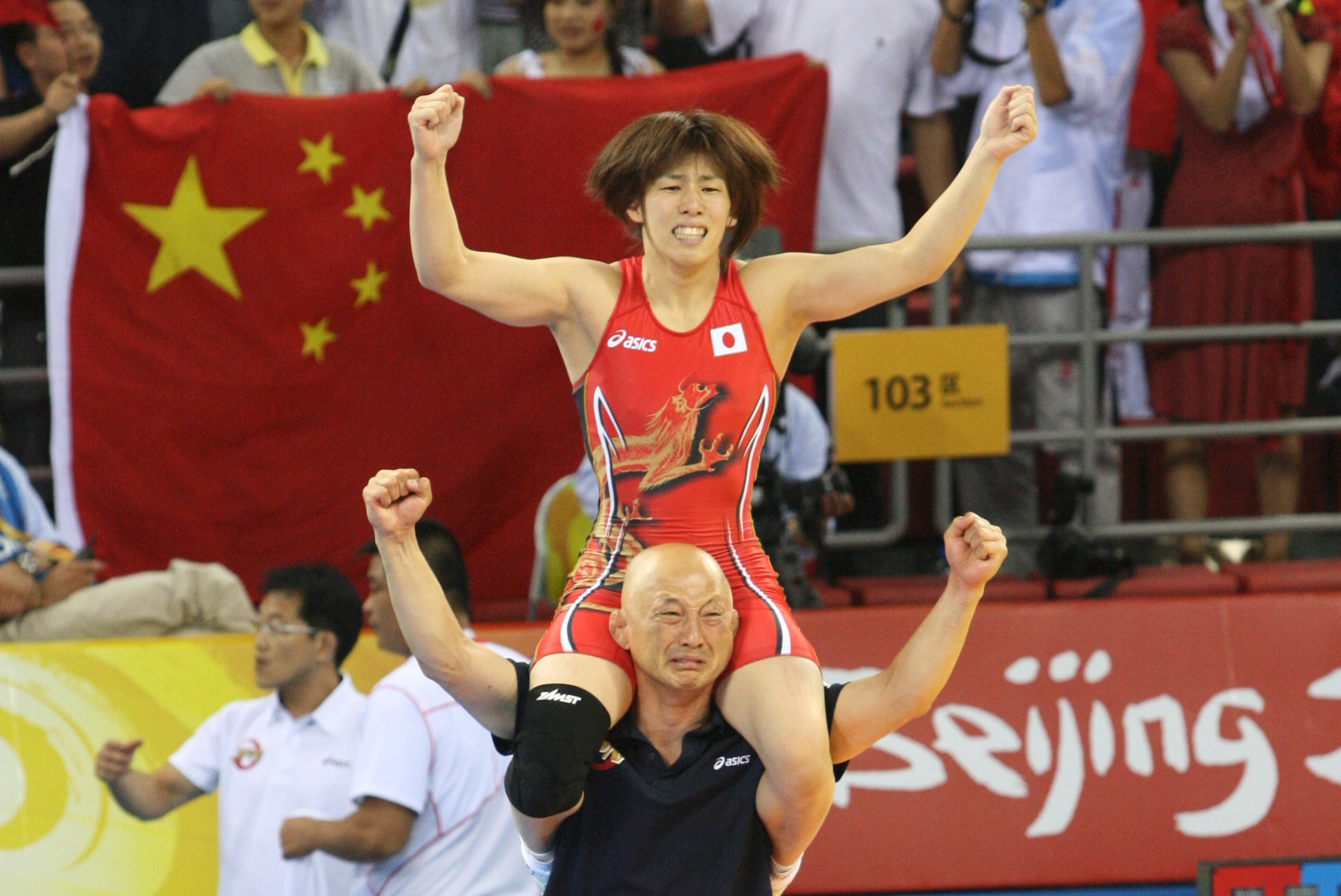
Saori Yoshida foi a campeã na categoria até 55kg da luta livre.

| Atleta | Esporte                                                                               | Evento                               | Medalha |
| --- | ------------------------------------------------------------------------------------- | ------------------------------------ | ------- |
| Masato Uchishiba | Judô                                                                                  | Até 66 kg masculino                  | Ouro    |
| Ayumi Tanimoto | Judô                                                                                  | Até 63 kg feminino                   | Ouro    |
| Masae Ueno | Judô                                                                                  | Até 70 kg feminino                   | Ouro    |
| Satoshi Ishii | Judô                                                                                  | Mais de 100 kg masculino             | Ouro    |
| Kosuke Kitajima | Natação                                                                               | 100 m peito masculino                | Ouro    |
| Kosuke Kitajima | Natação                                                                               | 200 m peito masculino                | Ouro    |
| Saori Yoshida | Lutas                                                                                 | Livre até 55 kg feminino             | Ouro    |
| Kaori Icho | Lutas                                                                                 | Livre até 63 kg feminino             | Ouro    |
| \| Naho Emoto Motoko Fujimoto Megu Hirose Emi Inui Sachiko Ito Ayumi Karino Satoko Mabuchi Yukiyo Mine \| Masumi Mishina Rei Nishiyama Hiroko Sakai Rie Sato Mika Someya Yukiko Ueno Eri Yamada \| | Softbol                                                                               | Feminino                             | Ouro    |
| Takehiro Kashima Takuya Nakase Makoto Okiguchi Koki Sakamoto Hiroyuki Tomita Kohei Uchimura | Ginástica artística                                                                   | Equipes masculinas                   | Prata   |
| Kohei Uchimura | Ginástica artística                                                                   | Individual geral masculino           | Prata   |
| Yuki Ota | Esgrima                                                                               | Florete individual masculino         | Prata   |
| Maki Tsukada | Judô                                                                                  | Mais de 78 kg feminino               | Prata   |
| Chiharu Icho | Lutas                                                                                 | Livre até 48 kg feminino             | Prata   |
| Tomohiro Matsunaga | Lutas                                                                                 | Livre até 55 kg masculino            | Prata   |
| Ryoko Tani | Judô                                                                                  | Até 48 kg feminino                   | Bronze  |
| Misato Nakamura | Judô                                                                                  | Até 52 kg feminino                   | Bronze  |
| Kenichi Yumoto | Lutas                                                                                 | Livre até 60 kg masculino            | Bronze  |
| Takeshi Matsuda | Natação                                                                               | 200 m borboleta masculino            | Bronze  |
| Reiko Nakamura | Natação                                                                               | 200 m costas feminino                | Bronze  |
| Junichi Miyashita Kosuke Kitajima Takuro Fujii Hisayoshi Sato | Natação                                                                               | Revezamento 4x100 m medley masculino | Bronze  |
| Kiyofumi Nagai | Ciclismo                                                                              | Keirin masculino                     | Bronze  |
| Kyoko Hamaguchi | Lutas                                                                                 | Livre até 72 kg feminino             | Bronze  |
| Naoki Tsukahara Shingo Suetsugu Shinji Takahira Nobuharu Asahara | Atletismo                                                                             | Revezamento 4x100 m masculino        | Bronze  |
| Saho Harada Emiko Suzuki | Nado sincronizado                                                                     | Dueto                                | Bronze  |
| Naho Emoto Motoko Fujimoto Megu Hirose Emi Inui Sachiko Ito Ayumi Karino Satoko Mabuchi Yukiyo Mine                                                                                                | Masumi Mishina Rei Nishiyama Hiroko Sakai Rie Sato Mika Someya Yukiko Ueno Eri Yamada |                                      |         |

## Desempenho

### Atletismo
Masculino
| Atletas                                                          | Evento                | Preliminares | Preliminares | Quartas     | Quartas     | Semifinal   | Semifinal   | Final           | Final             |
| Atletas                                                          | Evento                | Marca        | Posição      | Marca       | Posição     | Marca       | Posição     | Marca           | Posição           |
| ---------------------------------------------------------------- | --------------------- | ------------ | ------------ | ----------- | ----------- | ----------- | ----------- | --------------- | ----------------- |
| Naoki Tsukahara                                                  | 100 metros            | 10s39        | 33º          | 10s23       | 20º         | 10s16       | 13º         | Não avançou     | Não avançou       |
| Nobuharu Asahara                                                 | 100 metros            | 10s25        | 12º          | 10s37       | 36º         | Não avançou | Não avançou | Não avançou     | Não avançou       |
| Shinji Takahira                                                  | 200 metros            | 20s58        | 9º           | 20s63       | 21º         | Não avançou | Não avançou | Não avançou     | Não avançou       |
| Shingo Suetsugu                                                  | 200 metros            | 20s93        | 34º          | Não avançou | Não avançou | Não avançou | Não avançou | Não avançou     | Não avançou       |
| Yuzo Kanemaru                                                    | 400 metros            | 46s39        | 43º          |             |             | Não avançou | Não avançou | Não avançou     | Não avançou       |
| Kensuke Takezawa                                                 | 5000 metros           | 13m49s42     | 21º          |             |             |             |             | Não avançou     | Não avançou       |
| Kensuke Takezawa                                                 | 10000 metros          |              |              |             |             |             |             | 28m23s28        | 28º               |
| Takayuki Matsumiya                                               | 5000 metros           | 14m20s24     | 36º          |             |             |             |             | Não avançou     | Não avançou       |
| Takayuki Matsumiya                                               | 10000 metros          |              |              |             |             |             |             | 28m39s77        | 31º               |
| Masato Naito                                                     | 110 m com barreiras   | 13s96        | 37º          | Não avançou | Não avançou | Não avançou | Não avançou | Não avançou     | Não avançou       |
| Kenji Narisako                                                   | 400 m com barreiras   | 49s63        | 17º          |             |             | Não avançou | Não avançou | Não avançou     | Não avançou       |
| Dai Tamesue                                                      | 400 m com barreiras   | 49s82        | 19º          |             |             | Não avançou | Não avançou | Não avançou     | Não avançou       |
| Yoshitaka Iwamizu                                                | 3000 m com obstáculos | 8m29s80      | 26º          |             |             |             |             | Não avançou     | Não avançou       |
| Naoki Tsukahara Shingo Suetsugu Shinji Takahira Nobuharu Asahara | Revezamento 4x100 m   | 38s52 (SB)   | 3º           |             |             |             |             | 38s15 (SB)      | Medalha de bronze |
| Mitsuhiro Abiko Dai Tamesue Yoshihiro Horigome Kenji Narisako    | Revezamento 4x400 m   | 3m04s18 (SB) | 14º          |             |             |             |             | Não avançou     | Não avançou       |
| Tsuyoshi Ogata                                                   | Maratona              |              |              |             |             |             |             | 2h13m26s        | 13º               |
| Atsushi Sato                                                     | Maratona              |              |              |             |             |             |             | 2h41m08s        | 76º               |
| Satoshi Osaki                                                    | Maratona              |              |              |             |             |             |             | Não largou      | Não largou        |
| Koichiro Morioka                                                 | 20 km marcha atlética |              |              |             |             |             |             | 1h21m57s        | 16º               |
| Yuki Yamazaki                                                    | 20 km marcha atlética |              |              |             |             |             |             | 1h21m18s        | 11º               |
| Yuki Yamazaki                                                    | 50 km marcha atlética |              |              |             |             |             |             | 3h45m47s        | 7º                |
| Takayuki Tanii                                                   | 20 km marcha atlética |              |              |             |             |             |             | Desclassificado | Desclassificado   |
| Takayuki Tanii                                                   | 50 km marcha atlética |              |              |             |             |             |             | 4h01m37s        | 29º               |
| Naoyuki Daigo                                                    | Salto em altura       | 2,15m        | 36º          |             |             |             |             | Não avançou     | Não avançou       |
| Daichi Sawano                                                    | Salto com vara        | 5,55m        | 16º          |             |             |             |             | Não avançou     | Não avançou       |
| Yukifumi Murakami                                                | Lançamento de dardo   | 78,21m       | 15º          |             |             |             |             | Não avançou     | Não avançou       |
| Koji Murofushi                                                   | Arremesso de martelo  | 78,16m       | 5º           |             |             |             |             | 80,71m          | 5º                |

Feminino
| Atletas                                           | Evento                | Preliminares | Preliminares | Quartas     | Quartas     | Semifinal   | Semifinal   | Final         | Final         |
| Atletas                                           | Evento                | Marca        | Posição      | Marca       | Posição     | Marca       | Posição     | Marca         | Posição       |
| ------------------------------------------------- | --------------------- | ------------ | ------------ | ----------- | ----------- | ----------- | ----------- | ------------- | ------------- |
| Chisato Fukushima                                 | 100 metros            | 11s74        | 47º          | Não avançou | Não avançou | Não avançou | Não avançou | Não avançou   | Não avançou   |
| Asami Tanno                                       | 400 metros            | 52s60        | 28º          |             |             | Não avançou | Não avançou | Não avançou   | Não avançou   |
| Yuriko Kobayashi                                  | 5000 metros           | 15m15s87     | 16º          |             |             |             |             | Não avançou   | Não avançou   |
| Yukiko Akaba                                      | 5000 metros           | 15m38s30     | 25º          |             |             |             |             | Não avançou   | Não avançou   |
| Yukiko Akaba                                      | 10000 metros          |              |              |             |             |             |             | 32m00s37      | 20º           |
| Kayoko Fukushi                                    | 5000 metros           | 15m20s46     | 18º          |             |             |             |             | Não avançou   | Não avançou   |
| Kayoko Fukushi                                    | 10000 metros          |              |              |             |             |             |             | 31m01s14      | 11º           |
| Yoko Shibui                                       | 10000 metros          |              |              |             |             |             |             | 31m31s13      | 17º           |
| Satomi Kubokura                                   | 400 m com barreiras   | 55s82 (SB)   | 11º          |             |             | 56s69       | 15º         | Não avançou   | Não avançou   |
| Minori Hayakari                                   | 3000 m com obstáculos | 9m49s70      | 35º          |             |             |             |             | Não avançou   | Não avançou   |
| Satomi Kubokura Asami Tanno Mayu Kida Sayaka Aoki | Revezamento 4x400 m   | 3m30s52 (SB) | 15º          |             |             |             |             | Não avançou   | Não avançou   |
| Yurika Nakamura                                   | Maratona              |              |              |             |             |             |             | 2h30 m19s     | 13º           |
| Reiko Tosa                                        | Maratona              |              |              |             |             |             |             | Não completou | Não completou |
| Mayumi Kawasaki                                   | 20 km marcha atlética |              |              |             |             |             |             | 1h29m43s      | 13º           |
| Sachiko Konishi                                   | 20 km marcha atlética |              |              |             |             |             |             | 1h32m21s      | 25º           |
| Kumiko Ikeda                                      | Salto em distância    | 6,47m        | 19º          |             |             |             |             | Não avançou   | Não avançou   |

### Badminton
Masculino
| Atleta                          | Evento  | Fase de 64             | Fase de 32                          | Fase de 16                                                 | Quartas                                              | Semifinais             | Final                  | Final       |
| Atleta                          | Evento  | Adversário e resultado | Adversário e resultado              | Adversário e resultado                                     | Adversário e resultado                               | Adversário e resultado | Adversário e resultado | Posição     |
| ------------------------------- | ------- | ---------------------- | ----------------------------------- | ---------------------------------------------------------- | ---------------------------------------------------- | ---------------------- | ---------------------- | ----------- |
| Shoji Sato                      | Simples |                        | IND A. Sridhar V 2-0 (21-13; 21-17) | DEN P. Gade D 1-2 (21-19; 20-22; 15-21)                    | Não avançou                                          | Não avançou            | Não avançou            | Não avançou |
| Shintaro Ikeda Shuichi Sakamoto | Duplas  |                        |                                     | MAS Koo K-K. - Tan B-H. D 0-2 (12-21; 16-21)               | Não avançou                                          | Não avançou            | Não avançou            | Não avançou |
| Keita Masuda Tadashi Ohtsuka    | Duplas  |                        |                                     | INA L. Hadiyanto - A. Yulianto V 2-1 (19-21; 21-14; 21-14) | KOR Lee J-J. - Hwang J-M. D 1-2 (12-21; 21-18; 9-21) | Não avançou            | Não avançou            | Não avançou |

Feminino
| Atleta                       | Evento  | Fase de 64                                   | Fase de 32                         | Fase de 16                                                      | Quartas                                           | Semifinais                                   | Final                  | Final       |
| Atleta                       | Evento  | Adversário e resultado                       | Adversário e resultado             | Adversário e resultado                                          | Adversário e resultado                            | Adversário e resultado                       | Adversário e resultado | Posição     |
| ---------------------------- | ------- | -------------------------------------------- | ---------------------------------- | --------------------------------------------------------------- | ------------------------------------------------- | -------------------------------------------- | ---------------------- | ----------- |
| Eriko Hirose                 | Simples | ISL R. Ingólfsdóttir V 2-0 (21-6; 19-7, ab.) | VIE N. Le Ngoc V 2-0 (21-7; 21-12) | FRA Pi H. D 1-2 (12-21; 21-16; 6-21)                            | Não avançou                                       | Não avançou                                  | Não avançou            | Não avançou |
| Miyuki Maeda Satoko Suetsuna | Duplas  |                                              |                                    | AUS T. Luiz - E. Tanaka V 2-0 (21-4; 21-8)                      | CHN Yang W. - Zhang J. V 2-1 (8-21; 23-21; 21-14) | KOR Lee K-W. - Lee H-J. D 0-2 (20-22; 15-21) | Não avançou            | Não avançou |
| Kumiko Ogura Reiko Shiota    | Duplas  |                                              |                                    | DEN L. Kristiansen - K. Rytter Juhl V 2-1 (18-21; 21-14; 21-18) | CHN Du J. - Yu Y. D 0-2 (8-21; 5-21)              | Não avançou                                  | Não avançou            | Não avançou |

### Beisebol
O Japão classificou-se para Pequim ao vencer o Campeonato Asiático de 2007. O país, ao lado de Cuba, esteve em todos os torneios olímpicos de beisebol desde que o esporte foi elevado à categoria olímpica e chegou às semifinais em todos os anos. Obteve uma medalha de prata e duas de bronze, mas nunca venceu as Olimpíadas.
Masculino
| Equipe | Equipe | Primeira fase | Primeira fase | Semifinal               | Final                                         | Pos. |
| Equipe | Equipe | Adversário e resultado | Pos.          | Adversário e resultado  | Adversário e resultado                        | Pos. |
| --- | --- | --- | ------------- | ----------------------- | --------------------------------------------- | ---- |
| Shinnosuke Abe Norichika Aoki Takahiro Arai Masahiro Araki Yu Darvish Kyuji Fujikawa Senichi Hoshino Atsunori Inaba Hitoki Iwase Kenshin Kawakami Munenori Kawasaki Shinya Miyamoto Masahiko Morino | Shuichi Murata Hiroyuki Nakajima Yoshihisa Naruse Tsuyoshi Nishioka Yutaka Ono Takahiko Sato Tomoya Satozaki Toshiya Sugiuchi Koichi Tabuchi Masahiro Tanaka Koji Uehara Tsuyoshi Wada | CUB Cuba D 2-4 TPE Taipé Chinês V 6-1 NED Países Baixos V 6-0 KOR Coreia do Sul D 3-5 CAN Canadá V 1-0 CHN China V 10-0 USA Estados Unidos D 2-4 | 4º            | KOR Coreia do Sul D 2-6 | Disputa pelo bronze: USA Estados Unidos D 4-8 | 4º   |

### Boxe
O Japão qualificou dois boxeadores para o torneio olímpico de boxe. Masatsugu Kawachi obteve sua vaga no campeonato mundial Satoshi Shimizu classificou-se mais tarde, no primeiro torneio qualificatório da Ásia.
| Atleta            | Evento                  | Fase de 32             | Fase de 16                   | Quartas                | Semifinais             | Final                  |
| Atleta            | Evento                  | Adversário e resultado | Adversário e resultado       | Adversário e resultado | Adversário e resultado | Adversário e resultado |
| ----------------- | ----------------------- | ---------------------- | ---------------------------- | ---------------------- | ---------------------- | ---------------------- |
| Satoshi Shimizu   | Peso pena               |                        | TUR Y. Kılıç D PTS 9:12      | Não avançou            | Não avançou            | Não avançou            |
| Masatsugu Kawachi | Peso meio-médio-ligeiro |                        | THA M. Boonjumnong D PTS 1:8 | Não avançou            | Não avançou            | Não avançou            |

### 

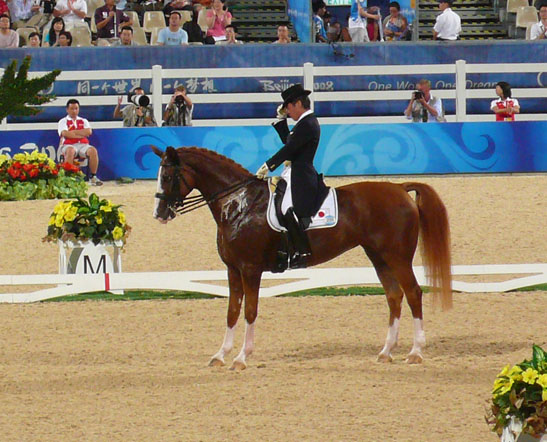
Hiroshi Hoketsu montando Whisper durante a competição de adestramento.

### Canoagem de velocidade
Feminino
| Atleta                                                  | Evento    | Preliminar | Preliminar | Semifinais | Semifinais | Final       | Final       |
| Atleta                                                  | Evento    | Tempo      | Posição    | Tempo      | Posição    | Tempo       | Posição     |
| ------------------------------------------------------- | --------- | ---------- | ---------- | ---------- | ---------- | ----------- | ----------- |
| Shinobu Kitamoto                                        | K-1 500 m | 1m52s148   | 4º QS      | 2m01s105   | 9º         | Não avançou | Não avançou |
| Shinobu Kitamoto Mikiko Takeya                          | K-2 500 m | 1m46s980   | 6º QS      | 1m43s541   | 1º QF      | 1m43s291    | 5º          |
| Shinobu Kitamoto Ayaka Kuno Mikiko Takeya Yumiko Suzuki | K-4 500 m | 1m38s618   | 5º QS      | 1m37s499   | 2º QF      | 1m36s465    | 6º          |

### Canoagem slalom
Masculino
| Atleta                         | Evento | Preliminar | Preliminar | Preliminar | Preliminar | Preliminar | Preliminar | Semifinais  | Semifinais  | Final       | Final       | Total       | Posição     |
| Atleta                         | Evento | Descida 1  | Posição    | Descida 2  | Posição    | Total      | Posição    | Tempo       | Posição     | Tempo       | Posição     | Total       | Posição     |
| ------------------------------ | ------ | ---------- | ---------- | ---------- | ---------- | ---------- | ---------- | ----------- | ----------- | ----------- | ----------- | ----------- | ----------- |
| Takuya Haneda                  | C-1    | 94s08      | 13º        | 92s24      | 14º        | 186s32     | 14º        | Não avançou | Não avançou | Não avançou | Não avançou | Não avançou | Não avançou |
| Hiroyuki Nagao Masatoshi Samma | C-2    | 99s47      | 8º         | 113s09     | 10º        | 212s56     | 10º        | 110s10      | 9º          | Não avançou | Não avançou | Não avançou | Não avançou |
| Kazuki Yazawa                  | K-1    | 89s82      | 19º        | 90s05      | 18º        | 179s87     | 18º        | Não avançou | Não avançou | Não avançou | Não avançou | Não avançou | Não avançou |

Feminino
| Atleta           | Evento | Preliminar | Preliminar | Preliminar | Preliminar | Preliminar | Preliminar | Semifinais | Semifinais | Final  | Final   | Total  | Posição |
| Atleta           | Evento | Descida 1  | Posição    | Descida 2  | Posição    | Total      | Posição    | Tempo      | Posição    | Tempo  | Posição | Total  | Posição |
| ---------------- | ------ | ---------- | ---------- | ---------- | ---------- | ---------- | ---------- | ---------- | ---------- | ------ | ------- | ------ | ------- |
| Yuriko Takeshita | K-1    | 111s63     | 14º        | 113s08     | 18º        | 224s71     | 15º        | 107s86     | 6º         | 111s44 | 6º      | 219s30 | 4º      |

### Ciclismo BMX
Masculino
| Atleta           | Evento     | Qualificatória | Qualificatória | Quartas | Quartas | Semifinal   | Semifinal   | Final       | Final       |
| Atleta           | Evento     | Tempo          | Posição        | Pontos  | Posição | Pontos      | Posição     | Pontos      | Posição     |
| ---------------- | ---------- | -------------- | -------------- | ------- | ------- | ----------- | ----------- | ----------- | ----------- |
| Akifumi Sakamoto | Individual | 40,548         | 32º            | 19      | 7º      | Não avançou | Não avançou | Não avançou | Não avançou |

### Ciclismo de estrada
Masculino
| Atleta           | Evento             | Final             | Final         |
| Atleta           | Evento             | Tempo             | Posição       |
| ---------------- | ------------------ | ----------------- | ------------- |
| Takashi Miyazawa | Corrida em estrada | 6h55m24s (+31m35) | 85º           |
| Fumiyuki Beppu   | Corrida em estrada | Não completou     | Não completou |
| Fumiyuki Beppu   | Contra o relógio   | 1h11m05s (+8m94)  | 38º           |

Feminino
| Atleta   | Evento             | Final             | Final   |
| Atleta   | Evento             | Tempo             | Posição |
| -------- | ------------------ | ----------------- | ------- |
| Miho Oki | Corrida em estrada | 3h33m17s (+0 m53) | 31º     |

### Ciclismo Mountain Bike
Masculino
| Atleta         | Evento        | Final     | Final     |
| Atleta         | Evento        | Tempo     | Posição   |
| -------------- | ------------- | --------- | --------- |
| Kohei Yamamoto | Cross-country | -3 voltas | -3 voltas |

Feminino
| Atleta       | Evento        | Final    | Final    |
| Atleta       | Evento        | Tempo    | Posição  |
| ------------ | ------------- | -------- | -------- |
| Rie Katayama | Cross-country | -1 volta | -1 volta |

### Ciclismo de pista
Masculino
| Atleta                                              | Prova                  | Qualificação            | Qualificação | 1ª Ronda                 | 1ª Ronda                                       | 2ª Ronda               | 2ª Ronda                             | Quartas                        | Semifinal              | Final                                                                     | Final       |
| Atleta                                              | Prova                  | Tempo Vel. média (km/h) | Pos.         | Adversário e resultado   | Repescagem                                     | Adversário e resultado | Repescagem                           | Adversário e resultado         | Adversário e resultado | Adversário e resultado                                                    | Pos.        |
| --------------------------------------------------- | ---------------------- | ----------------------- | ------------ | ------------------------ | ---------------------------------------------- | ---------------------- | ------------------------------------ | ------------------------------ | ---------------------- | ------------------------------------------------------------------------- | ----------- |
| Kazunari Watanabe                                   | Velocidade             | 10.346 69,592 km/h      | 11º          | ITA R. Chiappa D 10.786  | USA M. Blatchford CHN Lei Z. V 10.965          | GBR C. Hoy D 10.636    | FRA K. Sireau AUS R. Bayley D 10.570 |                                |                        | Disputa pelo 9º lugar: GER S. Nimke ITA R. Chiappa AUS R. Bayley D 11.051 | 12º         |
| Tsubasa Kitatsuru                                   | Velocidade             | 10.391 69,290 km/h      | 14º          | FRA M. Bourgain D 10.562 | MAS A. Hasni Awang POL Ł. Kwiatkowski D 10.959 | Não avançou            | Não avançou                          | Não avançou                    | Não avançou            | Não avançou                                                               | Não avançou |
| Kiyofumi Nagai Tomohiro Nagatsuka Kazunari Watanabe | Velocidade por equipes | 44.454                  | 6º           |                          |                                                |                        |                                      | GER Alemanha D 43.699 a 44.437 |                        | Não avançou                                                               | Não avançou |

| Atleta           | Evento | Preliminar | Repescagem | Semifinais  | Final             |
| Atleta           | Evento | Posição    | Posição    | Posição     | Posição           |
| ---------------- | ------ | ---------- | ---------- | ----------- | ----------------- |
| Toshiaki Fushimi | Keirin | 3º         | 4º         | Não avançou | Não avançou       |
| Kiyofumi Nagai   | Keirin | 3º         | 1º         | 2º          | Medalha de bronze |

| Atleta        | Evento             | Pontos/Voltas | Posição |
| ------------- | ------------------ | ------------- | ------- |
| Makoto Iijima | Corrida por pontos | 23/1          | 8º      |

Feminino
| Atleta        | Prova      | Qualificação            | Qualificação | 1ª Ronda                  | 1ª Ronda                                  | Quartas                | Semifinal              | Final                                                                              | Final |
| Atleta        | Prova      | Tempo Vel. média (km/h) | Pos.         | Adversário e resultado    | Repescagem                                | Adversário e resultado | Adversário e resultado | Adversário e resultado                                                             | Pos.  |
| ------------- | ---------- | ----------------------- | ------------ | ------------------------- | ----------------------------------------- | ---------------------- | ---------------------- | ---------------------------------------------------------------------------------- | ----- |
| Sakie Tsukuda | Velocidade | 12.134 59,337 km/h      | 12º          | GBR V. Pendleton D 11.736 | BLR N. Tsylinskaya CUB L. Guerra D 11.871 |                        |                        | Disputa pelo 9º lugar: RUS S. Grankovskaya CUB L. Guerra NED Y. Hijgenaar D 12.192 | 12º   |

| Atleta        | Evento             | Pontos/Voltas | Posição       |
| ------------- | ------------------ | ------------- | ------------- |
| Satomi Wadami | Corrida por pontos | Não completou | Não completou |

### Esgrima
Masculino
| Atleta        | Evento             | Fase de 64               | Fase de 32             | Fase de 16               | Quartas de final       | Semifinais             | Final                   | Posição          |
| Atleta        | Evento             | Adversário e resultado   | Adversário e resultado | Adversário e resultado   | Adversário e resultado | Adversário e resultado | Adversário e resultado  | Posição          |
| ------------- | ------------------ | ------------------------ | ---------------------- | ------------------------ | ---------------------- | ---------------------- | ----------------------- | ---------------- |
| Shogo Nishida | Espada individual  | CHI P. Inostroza D 11-15 | Não avançou            | Não avançou              | Não avançou            | Não avançou            | Não avançou             | Não avançou      |
| Kenta Chida   | Florete individual |                          | HKG Lau K-K. V 15-6    | GER B. Kleibrink D 10-15 | Não avançou            | Não avançou            | Não avançou             | Não avançou      |
| Yuki Ota      | Florete individual |                          | BRA J. Souza V 15-4    | KOR Choi B-C. V 15-14    | GER P. Joppich V 15-12 | ITA S. Sanzo V 15-14   | GER B. Kleibrink D 9-15 | Medalha de prata |
| Satoshi Ogawa | Sabre individual   | SEN M. Keita D 14-15     | Não avançou            | Não avançou              | Não avançou            | Não avançou            | Não avançou             | Não avançou      |

Feminino
| Atleta          | Evento             | Fase de 64             | Fase de 32               | Fase de 16               | Quartas de final       | Semifinais             | Final                  | Posição     |
| Atleta          | Evento             | Adversário e resultado | Adversário e resultado   | Adversário e resultado   | Adversário e resultado | Adversário e resultado | Adversário e resultado | Posição     |
| --------------- | ------------------ | ---------------------- | ------------------------ | ------------------------ | ---------------------- | ---------------------- | ---------------------- | ----------- |
| Megumi Harada   | Espada individual  |                        | AUS A. Parkinson V 15-9  | ROU A. Brânză D 11-15    | Não avançou            | Não avançou            | Não avançou            | Não avançou |
| Chieko Sugawara | Florete individual |                        | KOR Jung G-O. V 11-9     | GER C. Golubytskyi V 6-5 | KOR Nam H-H. D 10-15   | Não avançou            | Não avançou            | Não avançou |
| Madoka Hisagae  | Sabre individual   |                        | RUS E. Dyachenko D 10-15 | Não avançou              | Não avançou            | Não avançou            | Não avançou            | Não avançou |

### Futebol
Masculino
| Equipe | Equipe | Fase de grupos                                                     | Fase de grupos | Quartas                | Semifinal              | Final                  | Pos. |
| Equipe | Equipe | Adversário e resultado                                             | Pos.           | Adversário e resultado | Adversário e resultado | Adversário e resultado | Pos. |
| --- | --- | ------------------------------------------------------------------ | -------------- | ---------------------- | ---------------------- | ---------------------- | ---- |
| Shusaku Nishikawa Kaito Yamamoto Maya Yoshida Hiroki Mizumoto Yuto Nagatomo Masato Morishige Atsuto Uchida Michihiro Yasuda Hajime Hosogai | Keisuke Honda Yohei Kajiyama Hiroyuki Taniguchi Shinji Kagawa Takuya Honda Yohei Toyoda Shinji Okazaki Takayuki Morimoto Tadanari Lee | USA Estados Unidos D 0-1 NGR Nigéria D 1-2 NED Países Baixos D 0-1 | 4º (gr. B)     | Não avançou            | Não avançou            | Não avançou            | 15º  |

Feminino
| Equipe | Equipe | Fase de grupos                                                     | Fase de grupos | Quartas                | Semifinal                | Final                                   | Pos. |
| Equipe | Equipe | Adversário e resultado                                             | Pos.           | Adversário e resultado | Adversário e resultado   | Adversário e resultado                  | Pos. |
| --- | --- | ------------------------------------------------------------------ | -------------- | ---------------------- | ------------------------ | --------------------------------------- | ---- |
| Miho Fukumoto Ayumi Kaihori Yukari Kinga Hiromi Ikeda Azusa Iwashimizu Kozue Ando Kyoko Yano Miyuki Yanagita Tomoe Kato | Aya Miyama Homare Sawa Ayumi Hara Mizuho Sakaguchi Rumi Utsugi Eriko Arakawa Shinobu Ohno Karina Maruyama Yuki Nagasato | NZL Nova Zelândia E 2-2 USA Estados Unidos D 0-1 NOR Noruega V 5-1 | 3º (gr. F)     | CHN China V 2-0        | USA Estados Unidos D 2-4 | Disputa pelo bronze: GER Alemanha D 0-2 | 4º   |

### Ginástica artística
Masculino
| Atleta                                                                                      | Evento           | Aparelho | Aparelho | Aparelho       | Aparelho | Aparelho       | Aparelho  | Qualificação | Qualificação | Final        | Final            |
| Atleta                                                                                      | Evento           | Salto    | Solo     | Cav. com alças | Argolas  | Bar. paralelas | Bar. fixa | Total        | Pos.         | Total        | Pos.             |
| ------------------------------------------------------------------------------------------- | ---------------- | -------- | -------- | -------------- | -------- | -------------- | --------- | ------------ | ------------ | ------------ | ---------------- |
| Takehiro Kashima                                                                            | Individual geral | 15,975   |          | 14,425         |          | 15,550         | 15,150    | 61,100       | 61º          | Não avançou  | Não avançou      |
| Takuya Nakase                                                                               | Individual geral |          | 15,500   | 14,075         | 15,275   | 15,725         | 15,450    | 76,025       | 48º          | Não avançou  | Não avançou      |
| Takuya Nakase                                                                               | Barra fixa       |          |          |                |          |                |           | 15,450       | 8º           | 15,450       | 5º               |
| Makoto Okiguchi                                                                             | Individual geral | 15,750   | 15,275   |                |          |                |           | 31,025       | 86º          | Não avançou  | Não avançou      |
| Koki Sakamoto                                                                               | Individual geral | 16,200   | 14,950   | 14,925         | 15,525   | 15,625         | 14,725    | 91,950       | 5º           | Não competiu | Não competiu     |
| Hiroyuki Tomita                                                                             | Individual geral | 15,200   | 15,175   | 15,175         | 15,025   | 15,775         | 15,550    | 91,900       | 6º           | 91,750       | 4º               |
| Hiroyuki Tomita                                                                             | Cavalo com alças |          |          |                |          |                |           | 15,175       | 8º           | 15,375       | 5º               |
| Hiroyuki Tomita                                                                             | Barra fixa       |          |          |                |          |                |           | 15,550       | 7º           | 15,225       | 6º               |
| Kohei Uchimura                                                                              | Individual geral | 16,200   | 15,725   | 14,100         | 14,675   | 16,025         | 15,325    | 92,050       | 4º           | 91,975       | Medalha de prata |
| Kohei Uchimura                                                                              | Solo             |          |          |                |          |                |           | 15,725       | 5º           | 15,575       | 5º               |
| Takehiro Kashima Takuya Nakase Makoto Okiguchi Koki Sakamoto Hiroyuki Tomita Kohei Uchimura | Equipes          | 64,125   | 61,675   | 58,625         | 60,500   | 63,150         | 61,475    | 369,550      | 2º           | 278,875      | Medalha de prata |

Feminino
| Atleta                                                                    | Evento           | Aparelho | Aparelho | Aparelho          | Aparelho | Qualificação | Qualificação | Final       | Final       |
| Atleta                                                                    | Evento           | Salto    | Solo     | Bar. assimétricas | Trave    | Total        | Pos.         | Total       | Pos.        |
| ------------------------------------------------------------------------- | ---------------- | -------- | -------- | ----------------- | -------- | ------------ | ------------ | ----------- | ----------- |
| Mayu Kuroda                                                               | Individual geral |          |          | 14,725            | 14,850   | 29,575       | 84º          | Não avançou | Não avançou |
| Yu Minobe                                                                 | Individual geral | 14,050   | 13,825   | 14,525            |          | 42,400       | 76º          | Não avançou | Não avançou |
| Kyoko Oshima                                                              | Individual geral | 14,700   | 14,175   | 14,450            | 14,300   | 57,625       | 27º          | 57,625      | 20º         |
| Yuko Shintake                                                             | Individual geral | 14,050   | 13,825   | 14,525            |          | 42,400       | 76º          | Não avançou | Não avançou |
| Koko Tsurumi                                                              | Individual geral | 14,200   | 14,325   | 15,025            | 15,425   | 58,975       | 17º          | 58,100      | 17º         |
| Koko Tsurumi                                                              | Trave            |          |          |                   |          | 15,425       | 13º          | 15,450      | 8º          |
| Miki Uemura                                                               | Individual geral | 14,475   | 12,875   | 12,775            | 14,575   | 54,700       | 50º          | Não avançou | Não avançou |
| Mayu Kuroda Yu Minobe Kyoko Oshima Yuko Shintake Koko Tsurumi Miki Uemura | Equipes          | 58,050   | 56,500   | 58,725            | 59,900   | 233,175      | 8º           | 176,700     | 5º          |

### Ginástica rítmica
| Atleta                                                                        | Evento  | Qualificatória | Qualificatória    | Qualificatória | Qualificatória | Final       | Final             | Final       | Final       |
| Atleta                                                                        | Evento  | 5 cordas       | 3 arcos e 2 maças | Total          | Posição        | 5 cordas    | 3 arcos e 2 maças | Total       | Posição     |
| ----------------------------------------------------------------------------- | ------- | -------------- | ----------------- | -------------- | -------------- | ----------- | ----------------- | ----------- | ----------- |
| Chihana Hara Kotono Tanaka Saori Inagaki Honami Tsuboi Yuka Endo Nachi Misawa | Equipes | 15,425         | 15,425            | 30,850         | 10º            | Não avançou | Não avançou       | Não avançou | Não avançou |

### Ginástica de trampolim
Masculino
| Atleta           | Prova      | Eliminatórias | Eliminatórias | Final       | Final       |
| Atleta           | Prova      | Pontos        | Pos.          | Pontos      | Pos.        |
| ---------------- | ---------- | ------------- | ------------- | ----------- | ----------- |
| Tetsuya Sotomura | Individual | 70,30         | 5º            | 39,80       | 4º          |
| Yasuhiro Ueyama  | Individual | 69,20         | 9º            | Não avançou | Não avançou |

Feminino
| Atleta        | Prova      | Eliminatórias | Eliminatórias | Final       | Final       |
| Atleta        | Prova      | Pontos        | Pos.          | Pontos      | Pos.        |
| ------------- | ---------- | ------------- | ------------- | ----------- | ----------- |
| Haruka Hirota | Individual | 62,60         | 12º           | Não avançou | Não avançou |

### Halterofilismo
Masculino
| Atleta            | Evento | Arranque (kg) | Arremesso (kg) | Total (kg) | Posição |
| ----------------- | ------ | ------------- | -------------- | ---------- | ------- |
| Yasunobu Sekikawa | -56kg  | 114,0         | 142,0          | 256,0      | 11º     |
| Masaharu Yamada   | -56kg  | 106,0         | 153,0          | 259,0      | 9º      |
| Yoshito Shintani  | -69kg  | 135,0         | 175,0          | 320,0      | 7º      |

Feminino
| Atleta        | Evento | Arranque (kg) | Arremesso (kg) | Total (kg) | Posição |
| ------------- | ------ | ------------- | -------------- | ---------- | ------- |
| Hiromi Miyake | -48kg  | 80,0          | 105,0          | 185,0      | 6º      |
| Misaki Oshiro | -48kg  | 80,0          | 92,0           | 172,0      | 8º      |
| Rika Saito    | -69kg  | 87,0          | 122,0          | 209,0      | 8º      |

### Hipismo
Adestramento
| Atleta                                | Cavalo                  | Evento     | Grand Prix/ Final Equipes | Grand Prix/ Final Equipes | Grand Prix Special | Grand Prix Special | Grand Prix Freestyle/ Final Individual | Grand Prix Freestyle/ Final Individual | Resultado final | Resultado final |
| Atleta                                | Cavalo                  | Evento     | Pontos                    | Posição                   | Pontos             | Posição            | Pontos                                 | Posição                                | Total Pontos    | Posição         |
| ------------------------------------- | ----------------------- | ---------- | ------------------------- | ------------------------- | ------------------ | ------------------ | -------------------------------------- | -------------------------------------- | --------------- | --------------- |
| Hiroshi Hoketsu                       | Whisper                 | Individual | 62,542                    | 35º                       | Não avançou        | Não avançou        | Não avançou                            | Não avançou                            | Não avançou     | 35º             |
| Yuko Kitai                            | Rambo                   | Individual | 59,250                    | 45º                       | Não avançou        | Não avançou        | Não avançou                            | Não avançou                            | Não avançou     | 45º             |
| Mieko Yagi                            | Dow Jones               | Individual | 60,167                    | 42º                       | Não avançou        | Não avançou        | Não avançou                            | Não avançou                            | Não avançou     | 42º             |
| Hiroshi Hoketsu Yuko Kitai Mieko Yagi | Whisper Rambo Dow Jones | Equipes    | 60,653                    | 10º                       |                    |                    |                                        |                                        |                 |                 |

CCE
| Atleta        | Cavalo          | Evento     | Adestramento | Adestramento | Cross-country | Cross-country | Cross-country | Saltos         | Saltos         | Saltos         | Saltos      | Saltos      | Posição final |
| Atleta        | Cavalo          | Evento     | Adestramento | Adestramento | Cross-country | Cross-country | Cross-country | Qualificatória | Qualificatória | Qualificatória | Final       | Final       | Posição final |
| Atleta        | Cavalo          | Evento     | Pen.         | Posição      | Pen.          | Total         | Posição       | Pen.           | Total          | Posição        | Pen.        | Total       | Posição final |
| ------------- | --------------- | ---------- | ------------ | ------------ | ------------- | ------------- | ------------- | -------------- | -------------- | -------------- | ----------- | ----------- | ------------- |
| Yoshiaki Oiwa | Gorgeous George | Individual | 52,40        | 40º          | 76,40         | 128,80        | 55º           | 8              | 136,80         | 49º            | Não avançou | Não avançou | 49º           |

Saltos
| Atleta         | Cavalo     | Evento     | Ronda Ind. 1 | Ronda Ind. 1 | Ronda Ind. 2 | Ronda Ind. 2 | Ronda Ind. 2 | Ronda Ind. 3 | Ronda Ind. 3 | Ronda Ind. 3 | Final       | Final       | Final       | Final       | Posição final |
| Atleta         | Cavalo     | Evento     | Ronda Ind. 1 | Ronda Ind. 1 | Ronda Ind. 2 | Ronda Ind. 2 | Ronda Ind. 2 | Ronda Ind. 3 | Ronda Ind. 3 | Ronda Ind. 3 | Ronda A     | Ronda A     | Ronda B     | Ronda B     | Posição final |
| Atleta         | Cavalo     | Evento     | Pen.         | Posição      | Pen.         | Total        | Posição      | Pen.         | Total        | Posição      | Pen.        | Posição     | Pen.        | Total       | Posição final |
| -------------- | ---------- | ---------- | ------------ | ------------ | ------------ | ------------ | ------------ | ------------ | ------------ | ------------ | ----------- | ----------- | ----------- | ----------- | ------------- |
| Eiken Sato     | Cayak      | Individual | 1            | 14º          | 24           | 25           | 51º          | Não avançou  | Não avançou  | Não avançou  | Não avançou | Não avançou | Não avançou | Não avançou | 51º           |
| Taizo Sugitani | California | Individual | 0            | 1º           | 17           | 17           | 37º          | 9            | 26           | 37º          | 12          | 29º         | Não avançou | Não avançou | 29            |

### Hóquei sobre a grama
Feminino
| Equipe | Fase de grupos                                                                                                 | Fase de grupos | Segunda fase                                 | Final                  | Pos. |
| Equipe | Adversário e resultado                                                                                         | Pos.           | Adversário e resultado                       | Adversário e resultado | Pos. |
| --- | --- | -------------- | -------------------------------------------- | ---------------------- | ---- |
| Kaori Chiba Sachimi Iwao Akemi Kato Chie Kimura Rika Komazawa Tomomi Komori Chinami Kozakura Keiko Miura Sakae Morimoto Miyuki Nakagawa Ikuko Okamura Mayumi Ono Misaki Osawa Yukari Yamamoto Toshie Tsukui Yuka Yoshikawa | NZL Nova Zelândia V 2-1 USA Estados Unidos E 1-1 ARG Argentina D 1-2 GBR Grã-Bretanha D 1-2 GER Alemanha D 0-1 | 5º (Gr. B)     | Decisão do 9º lugar: KOR Coreia do Sul D 1-2 | Não avançou            | 10º  |

### Judô
Masculino
| Atleta           | Evento  | Preliminares           | Fase de 32                         | Fase de 16                     | Quartas                     | Semifinais                   | Repescagem                | Repescagem                  | Repescagem                     | Final                       | Final           |
| Atleta           | Evento  | Preliminares           | Fase de 32                         | Fase de 16                     | Quartas                     | Semifinais                   | 1ª fase                   | Quartas                     | Semifinais                     | Final                       | Final           |
| Atleta           | Evento  | Adversário e resultado | Adversário e resultado             | Adversário e resultado         | Adversário e resultado      | Adversário e resultado       | Adversário e resultado    | Adversário e resultado      | Adversário e resultado         | Adversário e resultado      | Pos.            |
| ---------------- | ------- | ---------------------- | ---------------------------------- | ------------------------------ | --------------------------- | ---------------------------- | ------------------------- | --------------------------- | ------------------------------ | --------------------------- | --------------- |
| Hiraoki Hiraoka  | -60 kg  |                        | USA T. Williams-Murray D 0000-0001 | Não avançou                    | Não avançou                 | Não avançou                  | Não avançou               | Não avançou                 | Não avançou                    | Não avançou                 | Não avançou     |
| Masato Uchishiba | -66 kg  |                        | DOM J. Jiménez V 1001-0000         | IRI A. Miresmaeili V 0020-0000 | UZB M. Sharipov V 0201-0010 | CUB Y. Arencibia V 0020-0001 |                           |                             |                                | FRA B. Darbelet V 1000-0000 | Medalha de ouro |
| Yusuke Kanamaru  | -73 kg  |                        | IRI A. Maloumat D 0001-1001        |                                |                             |                              | POR J. Pina V 0011-0010   | MGL D. Gantumur V 0100-0000 | BEL D. van Tichelt D 0000-0211 | Não avançou                 | Não avançou     |
| Takashi Ono      | -81 kg  |                        | BRA T. Camilo D 0000-0120          | Não avançou                    | Não avançou                 | Não avançou                  | Não avançou               | Não avançou                 | Não avançou                    | Não avançou                 | Não avançou     |
| Hiroshi Izumi    | -90 kg  |                        | AUS D. Kelly V 0010-0000           | BLR A. Kazusenok D 0000-1000   | Não avançou                 | Não avançou                  | Não avançou               | Não avançou                 | Não avançou                    | Não avançou                 | Não avançou     |
| Keiji Suzuki     | -100 kg |                        | MGL N. Tüvshinbayar D 0000-1000    |                                |                             |                              | GER B. Behrla D 0000-1000 | Não avançou                 | Não avançou                    | Não avançou                 | Não avançou     |
| Satoshi Ishii    | +100 kg |                        | ITA P. Bianchessi V 1011-0000      | EGY I. El Shehaby V 1001-0000  | RUS T. Tmenov V 1001-0000   | GEO L. Gujejiani V 1011-0000 |                           |                             |                                | UZB A. Tangriev V 0010-0000 | Medalha de ouro |

Feminino
| Atleta          | Evento | Preliminares           | Fase de 32                   | Fase de 16                    | Quartas                     | Semifinais                  | Repescagem             | Repescagem                   | Repescagem                 | Final                                            | Final             |
| Atleta          | Evento | Preliminares           | Fase de 32                   | Fase de 16                    | Quartas                     | Semifinais                  | 1ª fase                | Quartas                      | Semifinais                 | Final                                            | Final             |
| Atleta          | Evento | Adversário e resultado | Adversário e resultado       | Adversário e resultado        | Adversário e resultado      | Adversário e resultado      | Adversário e resultado | Adversário e resultado       | Adversário e resultado     | Adversário e resultado                           | Pos.              |
| --------------- | ------ | ---------------------- | ---------------------------- | ----------------------------- | --------------------------- | --------------------------- | ---------------------- | ---------------------------- | -------------------------- | ------------------------------------------------ | ----------------- |
| Ryoko Tani      | -48 kg |                        | USA S. Matsumoto V 0020-0000 | CHN Wu S. V 0100-0000         | ARG P. Pareto V 0001-0000   | ROU A. Dumitru D 0010-0100  |                        |                              |                            | Disputa pelo bronze RUS L. Bogdanova V 1000-0000 | Medalha de bronze |
| Misato Nakamura | -52 kg |                        |                              | GER R. Tarangul V 0001-0000   | BEL I. Heylen V 0001-0000   | PRK An K-A. D 0000-0001     |                        |                              |                            | Disputa pelo bronze KOR Kim K-O. V 0200-0000     | Medalha de bronze |
| Aiko Sato       | -57 kg |                        |                              | AZE K. Gasimova V 1001-0100   | CHN Xu Y. D 0002-0010       |                             |                        | FIN N. Koivumaki V 1011-0000 | BRA K. Quadros D 0000-1000 | Não avançou                                      | Não avançou       |
| Ayumi Tanimoto  | -63 kg |                        |                              | VEN Y. Barreto V 1000-0000    | KOR Kong J-Y. V 1000-0001   | CUB D. González V 1011-0000 |                        |                              |                            | FRA L. Décosse V 1000-0000                       | Medalha de ouro   |
| Masae Ueno      | -70 kg |                        | KOR Park K-Y. V 1010-0000    | CHN Wang J. V 1011-0001       | HUN A. Meszaros V 0200-0000 | NED E. Bosch V 0110-0001    |                        |                              |                            | CUB A. Hernández V 1000-0000                     | Medalha de ouro   |
| Sae Nakazawa    | -78 kg |                        |                              | ITA L. Morico D 0001-0010     | Não avançou                 | Não avançou                 | Não avançou            | Não avançou                  | Não avançou                | Não avançou                                      | Não avançou       |
| Maki Tsukada    | +78 kg |                        |                              | FRA A-S. Mondière V 1000-0001 | MEX V. Zambotti V 1000-0000 | SLO L. Polavder V 1010-0000 |                        |                              |                            | CHN Tong W. D 0010-1001                          | Medalha de prata  |

### Lutas
Greco-romana
| Atleta           | Evento | Preliminar                     | Oitavas de final                | Quartas de final       | Semifinal              | Repescagem 1ª rodada   | Repescagem 2ª rodada   | Final                  | Final       |
| Atleta           | Evento | Adversário e resultado         | Adversário e resultado          | Adversário e resultado | Adversário e resultado | Adversário e resultado | Adversário e resultado | Adversário e resultado | Pos.        |
| ---------------- | ------ | ------------------------------ | ------------------------------- | ---------------------- | ---------------------- | ---------------------- | ---------------------- | ---------------------- | ----------- |
| Makoto Sasamoto  | -60 kg | ARM K. Mnatsakanyan V 2-1, 3-0 | BUL A. Nazarian D 4-0, 0-2, 0-2 | Não avançou            | Não avançou            | Não avançou            | Não avançou            | Não avançou            | Não avançou |
| Shingo Matsumoto | -84 kg | ARM D. Forov D 2-4, 0-6        | Não avançou                     | Não avançou            | Não avançou            | Não avançou            | Não avançou            | Não avançou            | Não avançou |
| Kenzo Kato       | -96 kg | ITA D. Timoncini D 0-2, 0-5    | Não avançou                     | Não avançou            | Não avançou            | Não avançou            | Não avançou            | Não avançou            | Não avançou |

Livre masculino
| Atleta             | Evento | Preliminar             | Oitavas de final                   | Quartas de final                | Semifinal                    | Repescagem 1ª rodada   | Repescagem 2ª rodada   | Final                                              | Final             |
| Atleta             | Evento | Adversário e resultado | Adversário e resultado             | Adversário e resultado          | Adversário e resultado       | Adversário e resultado | Adversário e resultado | Adversário e resultado                             | Pos.              |
| ------------------ | ------ | ---------------------- | ---------------------------------- | ------------------------------- | ---------------------------- | ---------------------- | ---------------------- | -------------------------------------------------- | ----------------- |
| Tomohiro Matsunaga | -55 kg | SEN A. Diatta V 1-0, F | TUR S. Akgül V 5-0, 3-0            | UZB D. Mansurov V 2-1, 0-1, 2-1 | RUS B. Kudukhov V 3-0, F     |                        |                        | USA H. Cejudo D 2-2, 0-3                           | Medalha de prata  |
| Kenichi Yumoto     | -60 kg |                        | TJK V. Koryakin V 2-2, F           | IND Y. Dutt V 0-1, 4-1, 2-1     | UKR V. Fedoryshyn D 2-3, 0-1 |                        |                        | Disputa pelo bronze: KGZ B. Bazarguruev V 1-0, 2-0 | Medalha de bronze |
| Kazuhiko Ikematsu  | -66 kg |                        | GEO O. Tushishvili D 1-4, 3-0, 0-1 | Não avançou                     | Não avançou                  | Não avançou            | Não avançou            | Não avançou                                        | Não avançou       |

Livre feminino
| Atleta          | Evento | Preliminar             | Oitavas de final                   | Quartas de final             | Semifinal                        | Repescagem 1ª rodada   | Repescagem 2ª rodada   | Final                                          | Final             |
| Atleta          | Evento | Adversário e resultado | Adversário e resultado             | Adversário e resultado       | Adversário e resultado           | Adversário e resultado | Adversário e resultado | Adversário e resultado                         | Pos.              |
| --------------- | ------ | ---------------------- | ---------------------------------- | ---------------------------- | -------------------------------- | ---------------------- | ---------------------- | ---------------------------------------------- | ----------------- |
| Chiharu Icho    | -48 kg |                        | CHN Li X. V 0-1, 1-0, 1-0          | UKR I. Merleni V 0-1, 0-1, F | USA C. Chun V 1-0, 0-3, 1-1      |                        |                        | CAN C. Huynh D 0-4, 1-2                        | Medalha de prata  |
| Saori Yoshida   | -55 kg |                        | SWE I-T. Nerell V 3-1, 4-0         | RUS N. Golts V 2-1, 4-0      | CAN T. Verbeek V 2-0, 6-0        |                        |                        | CHN Xu L. V 2-0, F                             | Medalha de ouro   |
| Kaori Icho      | -63 kg |                        | AZE O. Zamula V 2-0, 3-0           | USA R. Miller V 3-0, 6-0     | CAN M. Dugrenier V 1-0, 0-1, 1-1 |                        |                        | RUS A. Kartashova V 1-0, 2-0                   | Medalha de ouro   |
| Kyoko Hamaguchi | -72 kg |                        | RUS E. Perepelkina V 1-0, 0-1, 1-0 | BRA R. Conceição V 1-0, 3-0  | CHN Wang J. D 2-5, F             |                        |                        | Disputa pelo bronze: USA A. Bernard V 3-0, 3-1 | Medalha de bronze |

### Nado sincronizado
| Atletas | Evento  | Rotina técnica | Rotina técnica | Rotina livre | Rotina livre | Rotina livre | Rotina livre | Rotina livre - Final | Rotina livre - Final | Rotina livre - Final | Rotina livre - Final |
| Atletas | Evento  | Pontos         | Posição        | Pontos       | Posição      | Total        | Posição      | Pontos               | Posição              | Total                | Posição              |
| --- | ------- | -------------- | -------------- | ------------ | ------------ | ------------ | ------------ | -------------------- | -------------------- | -------------------- | -------------------- |
| Saho Harada Emiko Suzuki | Dueto   | 48,250         | 3º             | 48,500       | 3º           | 96,750       | 3º           | 48,917               | 3º                   | 97,167               | Medalha de bronze    |
| Ai Aoki Saho Harada Yumiko Ishiguro Naoko Kawashima Hiromi Kobayashi Erika Komura Ayako Matsumura Emiko Suzuki Masako Tachibana | Equipes | 48,167         | 4º             |              |              |              |              | 47,167               | 6º                   | 95,334               | 5º                   |

### Natação
Masculino
| Atleta(s)                                                       | Evento                     | Eliminatórias | Eliminatórias | Semifinal    | Semifinal   | Final        | Final             |
| Atleta(s)                                                       | Evento                     | Tempo         | Posição       | Tempo        | Posição     | Tempo        | Posição           |
| --------------------------------------------------------------- | -------------------------- | ------------- | ------------- | ------------ | ----------- | ------------ | ----------------- |
| Hisayoshi Sato                                                  | 100 m livre                | 49s85         | 40º           | Não avançou  | Não avançou | Não avançou  | Não avançou       |
| Yoshihiro Okumura                                               | 200 m livre                | 1m46s89       | 8º            | 1m46s44      | 6º          | 1m47s14      | 7º                |
| Sho Uchida                                                      | 200 m livre                | 1m48s34       | 24º           | Não avançou  | Não avançou | Não avançou  | Não avançou       |
| Takeshi Matsuda                                                 | 400 m livre                | 3m44s99       | 10º           |              |             | Não avançou  | Não avançou       |
| Takeshi Matsuda                                                 | 1500 m livre               | 15m09s17      | 18º           |              |             | Não avançou  | Não avançou       |
| Takeshi Matsuda                                                 | 200 m borboleta            | 1m55s06       | 4º            | 1m54s02      | 2º          | 1m52s97 (AR) | Medalha de bronze |
| Junichi Miyashita                                               | 100 m costas               | 54s12         | 10º           | 53s69        | 7º          | 53s99        | 8º                |
| Tomomi Morita                                                   | 100 m costas               | 54s21         | 12º           | 53s95        | 10º         | Não avançou  | Não avançou       |
| Takashi Nakano                                                  | 200 m costas               | 1m59s59       | 21º           | Não avançou  | Não avançou | Não avançou  | Não avançou       |
| Ryosuke Irie                                                    | 200 m costas               | 1m57s68       | 7º            | 1m56s35      | 4º          | 1m55s72      | 5º                |
| Kosuke Kitajima                                                 | 100 m peito                | 59s52         | 2º            | 59s55        | 2º          | 58s91 (WR)   | Medalha de ouro   |
| Kosuke Kitajima                                                 | 200 m peito                | 2m09s89       | 6º            | 2m08s61 (OR) | 1º          | 2m07s64 (OR) | Medalha de ouro   |
| Yuta Suenaga                                                    | 100 m peito                | 1m00s67       | 13º           | 1m00s67      | 12º         | Não avançou  | Não avançou       |
| Yuta Suenaga                                                    | 200 m peito                | 2m11s30       | 17º           | Não avançou  | Não avançou | Não avançou  | Não avançou       |
| Masayuki Kishida                                                | 100 m borboleta            | 52s45         | 26º           | Não avançou  | Não avançou | Não avançou  | Não avançou       |
| Takuro Fujii                                                    | 100 m borboleta            | 51s50 (AS)    | 7º            | 51s59        | 7º          | 51s50 (=AS)  | 6º                |
| Takuro Fujii                                                    | 200 m medley               | 1m59s19       | 8º            | 1m59s59      | 10º         | Não avançou  | Não avançou       |
| Ryuichi Shibata                                                 | 200 m borboleta            | 1m55s82       | 11º           | 1m56s17      | 13º         | Não avançou  | Não avançou       |
| Ken Takakuwa                                                    | 200 m medley               | 1m58s51       | 4º            | 1m58s49      | 5º          | 1m58s22 (AS) | 5º                |
| Takuro Fukii Hisayoshi Sato Masayuki Kishida Yoshihiro Okumura  | Revezamento 4x100 m livre  | 3m17s28       | 14º           |              |             | Não avançou  | Não avançou       |
| Yoshihiro Okumura Sho Uchida Yasunori Mononobe Hisato Matsumoto | Revezamento 4x200 m livre  | 7m09s12 (AS)  | 7º            |              |             | 7m10s31      | 7º                |
| Junichi Miyashita Kosuke Kitajima Takuro Fujii Hisayoshi Sato   | Revezamento 4x100 m medley | 3m32s81 (AS)  | 2º            |              |             | 3m31s18 (AS) | Medalha de bronze |

Feminino
| Atleta(s)                                             | Evento          | Eliminatórias | Eliminatórias | Semifinal   | Semifinal   | Final        | Final             |
| Atleta(s)                                             | Evento          | Tempo         | Posição       | Tempo       | Posição     | Tempo        | Posição           |
| ----------------------------------------------------- | --------------- | ------------- | ------------- | ----------- | ----------- | ------------ | ----------------- |
| Haruka Ueda                                           | 200 m livre     | 1m57s64       | 8º            | 1m58s44     | 13º         | Não avançou  | Não avançou       |
| Maki Mita                                             | 200 m livre     | 1m59s96       | 21º           | Não avançou | Não avançou | Não avançou  | Não avançou       |
| Ai Shibata                                            | 400 m livre     | 4m17s96       | 31º           |             |             | Não avançou  | Não avançou       |
| Ai Shibata                                            | 800 m livre     | 8m41s63       | 27º           |             |             | Não avançou  | Não avançou       |
| Maiko Fujino                                          | 800 m livre     | 8m35s60       | 21º           |             |             | Não avançou  | Não avançou       |
| Maiko Fujino                                          | 400 m medley    | 4m37s35       | 11º           |             |             | Não avançou  | Não avançou       |
| Reiko Nakamura                                        | 100 m costas    | 59s36 (OR)    | 2º            | 59s64       | 3º          | 59s72        | 6º                |
| Reiko Nakamura                                        | 200 m costas    | 2m09s77       | 12º           | 2m08s21     | 4º          | 2m07s13 (AS) | Medalha de bronze |
| Hanae Ito                                             | 100 m costas    | 1m00s16       | 8º            | 1m00s13     | 7º          | 1m00s18      | 8º                |
| Hanae Ito                                             | 200 m costas    | 2m10s05       | 14º           | 2m09s86     | 12º         | Não avançou  | Não avançou       |
| Asami Kitagawa                                        | 100 m peito     | 1m08s36       | 15º           | 1m08s23     | 8º          | 1m08s43      | 8º                |
| Asami Kitagawa                                        | 200 m medley    | 2m12s47       | 9º            | 2m12s18     | 8º          | 2m11s56      | 6º                |
| Megumi Taneda                                         | 100 m peito     | 1m08s45       | 17º           | Não avançou | Não avançou | Não avançou  | Não avançou       |
| Megumi Taneda                                         | 200 m peito     | 2m24s75       | 6º            | 2m25s42     | 7º          | 2m25s23      | 8º                |
| Rie Kaneto                                            | 200 m peito     | 2m24s62       | 5º            | 2m25s65     | 8º          | 2m25s14      | 7º                |
| Yuka Kato                                             | 100 m borboleta | 58s94         | 23º           | Não avançou | Não avançou | Não avançou  | Não avançou       |
| Yuko Nakanishi                                        | 100 m borboleta | 58s61         | 18º           | Não avançou | Não avançou | Não avançou  | Não avançou       |
| Yuko Nakanishi                                        | 200 m borboleta | 2m06s62       | 3º            | 2m06s96     | 5º          | 2m07s32      | 5º                |
| Natsumi Hoshi                                         | 200 m borboleta | 2m07s02       | 6º            | 2m07s93     | 10º         | Não avançou  | Não avançou       |
| Saori Haruguchi                                       | 400 m medley    | 4m45s22       | 27º           |             |             | Não avançou  | Não avançou       |
| Haruka Ueda Misaki Yamaguchi Asami Kitagawa Maki Mita | 4x100 m livre   | 3m39s25       | 9º            |             |             | Não avançou  | Não avançou       |
| Haruka Ueda Misaki Yamaguchi Emi Takanabe Maki Mita   | 4x200 m livre   | 7m55s63       | 8º            |             |             | 7m57s56      | 7º                |
| Hanae Ito Asami Kitagawa Yuka Kato Haruka Ueda        | 4x100 m medley  | 3m59s91       | 6º            |             |             | 3m59s54      | 6º                |

### Pentatlo moderno
Masculino
| Atleta             | Evento     | Tiro   | Tiro | Esgrima  | Esgrima | Natação | Natação | Hipismo | Hipismo | Corrida   | Corrida | Total | Posição |
| Atleta             | Evento     | Pontos | PPM  | Vitórias | PPM     | Tempo   | PPM     | Pontos  | PPM     | Tempo     | PPM     | PPM   | Posição |
| ------------------ | ---------- | ------ | ---- | -------- | ------- | ------- | ------- | ------- | ------- | --------- | ------- | ----- | ------- |
| Yoshihiro Murakami | Individual | 181    | 1108 | 12       | 688     | 2m10s74 | 1232    | 98.33   | 980     | 10 m56s35 | 736     | 4744  | 31º     |

Legenda: PPM = Pontos de Pentatlo moderno

### Remo
Masculino
| Equipe                       | Evento           | Eliminatórias | Eliminatórias | Repescagem | Repescagem | Quartas | Quartas | Semifinal | Semifinal | Final   | Final                |
| Equipe                       | Evento           | Tempo         | Posição       | Tempo      | Posição    | Tempo   | Posição | Tempo     | Posição   | Tempo   | Posição (Pos. final) |
| ---------------------------- | ---------------- | ------------- | ------------- | ---------- | ---------- | ------- | ------- | --------- | --------- | ------- | -------------------- |
| Kazushige Ura Daisaku Takeda | Skiff duplo leve | 6m24s21       | 4º R          | 6m43s03    | 3º S C/D   |         |         | 6m29s30   | 1º FC     | 6m23s02 | 1º (13º)             |

Feminino
| Equipe                        | Evento           | Eliminatórias | Eliminatórias | Repescagem | Repescagem | Quartas | Quartas | Semifinal | Semifinal | Final   | Final                |
| Equipe                        | Evento           | Tempo         | Posição       | Tempo      | Posição    | Tempo   | Posição | Tempo     | Posição   | Tempo   | Posição (Pos. final) |
| ----------------------------- | ---------------- | ------------- | ------------- | ---------- | ---------- | ------- | ------- | --------- | --------- | ------- | -------------------- |
| Misaki Kumakura Akiko Iwamoto | Skiff duplo leve | 7m05s67       | 3º R          | 7m30s92    | 3º S A/B   |         |         | 7m16s13   | 6º FB     | 7m08s49 | 3º (9º)              |

### Saltos ornamentais
O país obteve a vaga para o trampolim de três metros, em virtude da terceira colocação obtida por Ken Terauchi no campeonato mundial de esportes aquáticos de 2007. Essa for a primeira vaga individual obtida pelo Japão para a olimpíada de 2008.
Masculino
| Atletas      | Evento                   | Preliminares | Preliminares | Semifinal | Semifinal | Final  | Final   |
| Atletas      | Evento                   | Pontos       | Posição      | Pontos    | Posição   | Pontos | Posição |
| ------------ | ------------------------ | ------------ | ------------ | --------- | --------- | ------ | ------- |
| Ken Terauchi | Trampolim 3 m individual | 452,80       | 10º          | 478,25    | 7º        | 442,50 | 11º     |

Feminino
| Atletas      | Evento                     | Preliminares | Preliminares | Semifinal | Semifinal | Final  | Final   |
| Atletas      | Evento                     | Pontos       | Posição      | Pontos    | Posição   | Pontos | Posição |
| ------------ | -------------------------- | ------------ | ------------ | --------- | --------- | ------ | ------- |
| Mai Nakagawa | Plataforma 10 m individual | 331,40       | 9º           | 314,60    | 10º       | 296,30 | 11º     |

### Softbol
Feminino
| Equipe | Primeira fase | Primeira fase | Semifinal                | Final                    | Pos.            |
| Equipe | Adversário e resultado | Pos.          | Adversário e resultado   | Adversário e resultado   | Pos.            |
| --- | --- | ------------- | ------------------------ | ------------------------ | --------------- |
| Naho Emoto Motoko Fujimoto Megu Hirose Emi Inui Sachiko Ito Ayumi Karino Satoko Mabuchi Yukiyo Mine Masumi Mishina Rei Nishiyama Hiroko Sakai Rie Sato Mika Someya Yukiko Ueno Eri Yamada | AUS Austrália V 4-3 TPE Taipé Chinês V 2-1 NED Países Baixos V 3-0 USA Estados Unidos D 0-7 CHN China V 3-0 VEN Venezuela V 5-2 CAN Canadá V 6-0 | 2º            | USA Estados Unidos D 1-4 | USA Estados Unidos V 3-1 | Medalha de ouro |
| Naho Emoto Motoko Fujimoto Megu Hirose Emi Inui Sachiko Ito Ayumi Karino Satoko Mabuchi Yukiyo Mine Masumi Mishina Rei Nishiyama Hiroko Sakai Rie Sato Mika Someya Yukiko Ueno Eri Yamada | AUS Austrália V 4-3 TPE Taipé Chinês V 2-1 NED Países Baixos V 3-0 USA Estados Unidos D 0-7 CHN China V 3-0 VEN Venezuela V 5-2 CAN Canadá V 6-0 | 2º            | Decisão do bronze        | USA Estados Unidos V 3-1 | Medalha de ouro |
| Naho Emoto Motoko Fujimoto Megu Hirose Emi Inui Sachiko Ito Ayumi Karino Satoko Mabuchi Yukiyo Mine Masumi Mishina Rei Nishiyama Hiroko Sakai Rie Sato Mika Someya Yukiko Ueno Eri Yamada | AUS Austrália V 4-3 TPE Taipé Chinês V 2-1 NED Países Baixos V 3-0 USA Estados Unidos D 0-7 CHN China V 3-0 VEN Venezuela V 5-2 CAN Canadá V 6-0 | 2º            | Adversário e resultado   | USA Estados Unidos V 3-1 | Medalha de ouro |
| Naho Emoto Motoko Fujimoto Megu Hirose Emi Inui Sachiko Ito Ayumi Karino Satoko Mabuchi Yukiyo Mine Masumi Mishina Rei Nishiyama Hiroko Sakai Rie Sato Mika Someya Yukiko Ueno Eri Yamada | AUS Austrália V 4-3 TPE Taipé Chinês V 2-1 NED Países Baixos V 3-0 USA Estados Unidos D 0-7 CHN China V 3-0 VEN Venezuela V 5-2 CAN Canadá V 6-0 | 2º            | AUS Austrália V 4-3      | USA Estados Unidos V 3-1 | Medalha de ouro |

### Taekwondo
Feminino
| Atleta         | Evento | Preliminares                 | Quartas                | Semifinais             | Repescagem             | Final                  | Posição     |
| Atleta         | Evento | Adversário e resultado       | Adversário e resultado | Adversário e resultado | Adversário e resultado | Adversário e resultado | Posição     |
| -------------- | ------ | ---------------------------- | ---------------------- | ---------------------- | ---------------------- | ---------------------- | ----------- |
| Yoriko Okamoto | -67kg  | MAR M. Benabderrassoul D 0-2 | Não avançou            | Não avançou            | Não avançou            | Não avançou            | Não avançou |

### Tênis
Masculino
| Atleta        | Evento  | Fase de 64                        | Fase de 32             | Fase de 16             | Quartas                | Semifinais             | Final                  | Final       |
| Atleta        | Evento  | Adversário e resultado            | Adversário e resultado | Adversário e resultado | Adversário e resultado | Adversário e resultado | Adversário e resultado | Posição     |
| ------------- | ------- | --------------------------------- | ---------------------- | ---------------------- | ---------------------- | ---------------------- | ---------------------- | ----------- |
| Kei Nishikori | Simples | GER R. Schuettler D 4-6, 7-6, 3-6 | Não avançou            | Não avançou            | Não avançou            | Não avançou            | Não avançou            | Não avançou |

Feminino
| Atleta                   | Evento  | Fase de 64                      | Fase de 32                        | Fase de 16                               | Quartas                | Semifinais             | Final                  | Final       |
| Atleta                   | Evento  | Adversário e resultado          | Adversário e resultado            | Adversário e resultado                   | Adversário e resultado | Adversário e resultado | Adversário e resultado | Posição     |
| ------------------------ | ------- | ------------------------------- | --------------------------------- | ---------------------------------------- | ---------------------- | ---------------------- | ---------------------- | ----------- |
| Ayumi Morita             | Simples | NZL M. Erakovic V 5-7, 7-6, 6-4 | CHN Li N. D 2-6, 5-7              | Não avançou                              | Não avançou            | Não avançou            | Não avançou            | Não avançou |
| Ai Sugiyama              | Simples | SVK D. Hantuchova D 2-6, 5-7    | Não avançou                       | Não avançou                              | Não avançou            | Não avançou            | Não avançou            | Não avançou |
| Ayumi Morita Ai Sugiyama | Duplas  |                                 | HUN G. Arn - A. Szavay V 6-3, 6-3 | USA S. Williams - V. Williams D 5-7, 2-6 | Não avançou            | Não avançou            | Não avançou            | Não avançou |

### Tênis de mesa
Masculino
| Atleta(s)       | Evento     | Preliminar             | 1ª etapa                                                | 2ª etapa                                                      | 3ª etapa                                            | 4ª etapa               | Quartas                | Semifinais             | Final                  |
| Atleta(s)       | Evento     | Adversário e resultado | Adversário e resultado                                  | Adversário e resultado                                        | Adversário e resultado                              | Adversário e resultado | Adversário e resultado | Adversário e resultado | Adversário e resultado |
| --------------- | ---------- | ---------------------- | ------------------------------------------------------- | ------------------------------------------------------------- | --------------------------------------------------- | ---------------------- | ---------------------- | ---------------------- | ---------------------- |
| Seiya Kishikawa | Individual |                        | CAN Zhang P. V 4-2 (11-9, 9-11, 11-6, 8-11, 11-5, 11-9) | CRO Tan R. D 1-4 (11-7, 9-11, 4-11, 4-11, 3-11)               | Não avançou                                         | Não avançou            | Não avançou            | Não avançou            | Não avançou            |
| Jun Mizutani    | Individual |                        |                                                         | FRA D. Eloi V 4-3 (11-9, 7-11, 15-13, 7-11, 8-11, 11-8, 11-1) | GRE K. Kreanga D 1-4 (11-9, 9-11, 4-11, 8-11, 3-11) | Não avançou            | Não avançou            | Não avançou            | Não avançou            |
| Kan Yo          | Individual |                        |                                                         | RUS A. Smirnov V 4-1 (9-11, 11-8, 11-9, 14-12, 17-15)         | CHN Wang H. D 1-4 (6-11, 11-9, 8-11, 5-11, 4-11)    | Não avançou            | Não avançou            | Não avançou            | Não avançou            |

| Atletas                                          | Evento  | Fase de grupos         | Fase de grupos | Semifinal              | Repescagem 1ª rodada   | Repescagem 2ª rodada   | Final                  | Pos.        |
| Atletas                                          | Evento  | Adversário e resultado | Pos.           | Adversário e resultado | Adversário e resultado | Adversário e resultado | Adversário e resultado | Pos.        |
| ------------------------------------------------ | ------- | ---------------------- | -------------- | ---------------------- | ---------------------- | ---------------------- | ---------------------- | ----------- |
| Jun Mizutani Seiya Kishikawa Yo Kan Kaji Yoshida | Equipes | NGR Nigéria V 3-0      | 1º (Grupo D)   | GER Alemanha D 2-3     |                        | AUT Áustria D 1-3      | Não avançou            | Não avançou |
| Jun Mizutani Seiya Kishikawa Yo Kan Kaji Yoshida | Equipes | RUS Rússia V 3-0       | 1º (Grupo D)   | GER Alemanha D 2-3     |                        | AUT Áustria D 1-3      | Não avançou            | Não avançou |
| Jun Mizutani Seiya Kishikawa Yo Kan Kaji Yoshida | Equipes | HKG Hong Kong V 3-0    | 1º (Grupo D)   | GER Alemanha D 2-3     |                        | AUT Áustria D 1-3      | Não avançou            | Não avançou |

Feminino
| Atleta(s)      | Evento     | Preliminar             | 1ª etapa               | 2ª etapa                                      | 3ª etapa                                                   | 4ª etapa                                          | Quartas                | Semifinais             | Final                  |
| Atleta(s)      | Evento     | Adversário e resultado | Adversário e resultado | Adversário e resultado                        | Adversário e resultado                                     | Adversário e resultado                            | Adversário e resultado | Adversário e resultado | Adversário e resultado |
| -------------- | ---------- | ---------------------- | ---------------------- | --------------------------------------------- | ---------------------------------------------------------- | ------------------------------------------------- | ---------------------- | ---------------------- | ---------------------- |
| Ai Fukuhara    | Individual |                        |                        |                                               | TUR M. Hu V 4-1 (11-6, 11-8, 11-7, 9-11, 11-5)             | CHN Zhang Y. D 1-4 (5-11, 2-11, 5-11, 11-9, 8-11) | Não avançou            | Não avançou            | Não avançou            |
| Haruna Fukuoka | Individual |                        |                        | THA N. Komwong V 4-0 (11-9, 11-7, 11-9, 11-5) | KOR Kim K-A. D 2-4 (9-11, 16-14, 10-12, 14-12, 9-11, 7-11) | Não avançou                                       | Não avançou            | Não avançou            | Não avançou            |
| Sayaka Hirano  | Individual |                        |                        |                                               | USA Gao J. D 1-4 (12-14, 1-11, 12-10, 7-11, 12-14)         | Não avançou                                       | Não avançou            | Não avançou            | Não avançou            |

| Atletas                                               | Evento  | Fase de grupos          | Fase de grupos | Semifinal              | Repescagem 1ª rodada   | Repescagem 2ª rodada   | Final                                       | Pos. |
| Atletas                                               | Evento  | Adversário e resultado  | Pos.           | Adversário e resultado | Adversário e resultado | Adversário e resultado | Adversário e resultado                      | Pos. |
| ----------------------------------------------------- | ------- | ----------------------- | -------------- | ---------------------- | ---------------------- | ---------------------- | ------------------------------------------- | ---- |
| Hiroko Fujii Ai Fukuhara Haruna Fukuoka Sayaka Hirano | Equipes | AUS Austrália V 3-0     | 2º (Grupo D)   |                        | AUT Áustria V 3-0      | HKG Hong Kong V 3-2    | Disputa pelo bronze KOR Coreia do Sul D 0-3 | 4º   |
| Hiroko Fujii Ai Fukuhara Haruna Fukuoka Sayaka Hirano | Equipes | ESP Espanha V 3-2       | 2º (Grupo D)   |                        | AUT Áustria V 3-0      | HKG Hong Kong V 3-2    | Disputa pelo bronze KOR Coreia do Sul D 0-3 | 4º   |
| Hiroko Fujii Ai Fukuhara Haruna Fukuoka Sayaka Hirano | Equipes | KOR Coreia do Sul D 0-3 | 2º (Grupo D)   |                        | AUT Áustria V 3-0      | HKG Hong Kong V 3-2    | Disputa pelo bronze KOR Coreia do Sul D 0-3 | 4º   |

### Tiro
Masculino
| Atleta              | Evento                 | Qualificação | Qualificação | Final       | Final       | Posição |
| Atleta              | Evento                 | Placar       | Posição      | Placar      | Total       | Posição |
| ------------------- | ---------------------- | ------------ | ------------ | ----------- | ----------- | ------- |
| Toshikazu Yamashita | Carabina de ar 10 m    | 590          | 28º          | Não avançou | Não avançou | 28º     |
| Toshikazu Yamashita | Carabina deitado 50 m  | 593          | 18º          | Não avançou | Não avançou | 18º     |
| Toshikazu Yamashita | Carabina três posições | 1167         | 16º          | Não avançou | Não avançou | 16º     |
| Susumu Kobayashi    | Pistola de ar 10 m     | 577          | 23º          | Não avançou | Não avançou | 23º     |
| Susumu Kobayashi    | Pistola livre 50 m     | 558          | 10º          | Não avançou | Não avançou | 10º     |
| Tomoyuki Matsuda    | Pistola de ar 10 m     | 579          | 19º          | Não avançou | Não avançou | 19º     |
| Tomoyuki Matsuda    | Pistola livre 50 m     | 558          | 9º           | Não avançou | Não avançou | 9º      |

Feminino
| Atleta            | Evento             | Qualificação | Qualificação | Final       | Final       | Posição |
| Atleta            | Evento             | Placar       | Posição      | Placar      | Total       | Posição |
| ----------------- | ------------------ | ------------ | ------------ | ----------- | ----------- | ------- |
| Michiko Fukushima | Pistola de ar 10 m | 373          | 38º          | Não avançou | Não avançou | 38º     |
| Michiko Fukushima | Pistola livre 25 m | 581          | 10º          | Não avançou | Não avançou | 10º     |
| Yukie Nakayama    | Fossa olímpica     | 67           | 6º           | 19          | 86          | 4º      |

### Tiro com arco
O Japão qualificou quatro arqueiros (dois homens e duas mulheres) nas competições individuais do World Outdoor Target Championships de 2007 e adicionou uma terceira vaga feminina no campeonato asiático. Isso fez com que o Japão pudesse participar da competição por equipes femininas nas olimpíadas, além de ter três mulheres e dois homens nas competições individuais.
O país segue sem ganhar nenhuma medalha de ouro no tiro com arco em olimpíadas. Seus mehores resultados foram duas medalhas de prata, incluindo a conquistada por Hiroshi Yamamoto em 2004, na competição individual masculina.
Masculino
| Atleta            | Evento     | Fase de Ranking | Fase de Ranking | Fase de 64                       | Fase de 32              | Oitavas                      | Quartas                | Semifinais             | Final                  | Final       |
| Atleta            | Evento     | Placar          | Chave           | Adversário e resultado           | Adversário e resultado  | Adversário e resultado       | Adversário e resultado | Adversário e resultado | Adversário e resultado | Posição     |
| ----------------- | ---------- | --------------- | --------------- | -------------------------------- | ----------------------- | ---------------------------- | ---------------------- | ---------------------- | ---------------------- | ----------- |
| Takaharu Furukawa | Individual | 663             | 17º             | BLR M. Kunda D 111 (18)-111 (19) | Não avançou             | Não avançou                  | Não avançou            | Não avançou            | Não avançou            | Não avançou |
| Ryuichi Moriya    | Individual | 661             | 22º             | POL P. Piatek V 109 (10)-109 (9) | TPE Wang C-P. V 114-109 | RUS B. Tsyrempilov V 113-110 | UKR V. Ruban D 106-115 | Não avançou            | Não avançou            | Não avançou |

Feminino
| Atleta                                       | Evento     | Fase de Ranking | Fase de Ranking | Fase de 64                      | Fase de 32               | Oitavas                 | Quartas                    | Semifinais             | Final                  | Final       |
| Atleta                                       | Evento     | Placar          | Chave           | Adversário e resultado          | Adversário e resultado   | Adversário e resultado  | Adversário e resultado     | Adversário e resultado | Adversário e resultado | Posição     |
| -------------------------------------------- | ---------- | --------------- | --------------- | ------------------------------- | ------------------------ | ----------------------- | -------------------------- | ---------------------- | ---------------------- | ----------- |
| Nami Hayakawa                                | Individual | 649             | 9º              | CYP E. Mousikou V 112-103       | USA J. Nichols V 105-103 | GBR N. Folkard V 106-97 | KOR Park S-H. D 103-112    | Não avançou            | Não avançou            | Não avançou |
| Yuki Hayashi                                 | Individual | 616             | 48º             | GEO K. Esebua D 102 (8)-102 (9) | Não avançou              | Não avançou             | Não avançou                | Não avançou            | Não avançou            | Não avançou |
| Sayoko Kitabatake                            | Individual | 616             | 46º             | POL J. Mospinek V 103-101       | FRA B. Schuh D 100-112   | Não avançou             | Não avançou                | Não avançou            | Não avançou            | Não avançou |
| Nami Hayakawa Yuki Hayashi Sayoko Kitabatake | Equipes    | 1881            | 7º              |                                 |                          | COL Colômbia V 206-199  | GBR Grã-Bretanha D 196-201 | Não avançou            | Não avançou            | Não avançou |

### Triatlo
Masculino
| Atleta           | Evento    | Natação | Natação | Ciclismo | Ciclismo | Corrida | Corrida | Total      | Posição final |
| Atleta           | Evento    | Tempo   | Posição | Tempo    | Posição  | Tempo   | Posição | Total      | Posição final |
| ---------------- | --------- | ------- | ------- | -------- | -------- | ------- | ------- | ---------- | ------------- |
| Hirokatsu Tayama | Masculino | 18m04s  | 5º      | 1h17m46s | 35º      | 37m58s  | 48º     | 1h56m13s68 | 48º           |
| Ryosuke Yamamoto | Masculino | 18m27s  | 40º     | 1h17m46s | 36º      | 33m56s  | 29º     | 1h52m11s98 | 30º           |

Feminino
| Atleta        | Evento   | Natação | Natação | Ciclismo | Ciclismo | Corrida | Corrida | Total       | Posição final |
| Atleta        | Evento   | Tempo   | Posição | Tempo    | Posição  | Tempo   | Posição | Total       | Posição final |
| ------------- | -------- | ------- | ------- | -------- | -------- | ------- | ------- | ----------- | ------------- |
| Juri Ide      | Feminino | 19m50s  | 4º      | 1h24m43s | 15º      | 35m05s  | 5º      | 2h00 m23s77 | 5º            |
| Kiyomi Niwata | Feminino | 19m56s  | 14º     | 1m24m44s | 19º      | 35m36s  | 11º     | 2h00 m51s85 | 9º            |
| Ai Ueda       | Feminino | 20 m17s | 37º     | 1m24m42s | 11º      | 37m09s  | 25º     | 2h02m19s09  | 17º           |

### Vela
Masculino
| Atleta                      | Evento | Regata | Regata | Regata | Regata | Regata | Regata | Regata | Regata | Regata | Regata | Regata  | Pontos | Posição |
| Atleta                      | Evento | 1      | 2      | 3      | 4      | 5      | 6      | 7      | 8      | 9      | 10     | M       | Pontos | Posição |
| --------------------------- | ------ | ------ | ------ | ------ | ------ | ------ | ------ | ------ | ------ | ------ | ------ | ------- | ------ | ------- |
| Makoto Tomizawa             | RS:X   | 6      | 20     | 6      | 14     | 7      | 23     | 8      | DSQ    | 12     | 2      | 18      | 116    | 10º     |
| Yoichi Iijima               | Laser  | 36     | 32     | 16     | 17     | 31     | BFD    | 31     | DNF    | 28     |        | Não av. | 235    | 35º     |
| Tetsuya Matsunaga Taro Ueno | 470    | 1      | 20     | 24     | 13     | 10     | 14     | 1      | 9      | 21     | 4      | 4       | 97     | 7º      |

Feminino
| Atleta                | Evento | Regata | Regata | Regata | Regata | Regata | Regata | Regata | Regata | Regata | Regata | Regata  | Pontos | Posição |
| Atleta                | Evento | 1      | 2      | 3      | 4      | 5      | 6      | 7      | 8      | 9      | 10     | M       | Pontos | Posição |
| --------------------- | ------ | ------ | ------ | ------ | ------ | ------ | ------ | ------ | ------ | ------ | ------ | ------- | ------ | ------- |
| Yasuko Kosuge         | RS:X   | 9      | 12     | 4      | 17     | 14     | 18     | 18     | 11     | 10     | 7      | Não av. | 102    | 13º     |
| Naoko Kamata Ai Kondo | 470    | 13     | 15     | 14     | 15     | 14     | 1      | 12     | 10     | 1      | 13     | Não av. | 93     | 14º     |

Aberto
| Atleta                       | Evento | Regata | Regata | Regata | Regata | Regata | Regata | Regata | Regata | Regata | Regata | Regata | Regata | Regata  | Pontos | Posição |
| Atleta                       | Evento | 1      | 2      | 3      | 4      | 5      | 6      | 7      | 8      | 9      | 10     | 11     | 12     | M       | Pontos | Posição |
| ---------------------------- | ------ | ------ | ------ | ------ | ------ | ------ | ------ | ------ | ------ | ------ | ------ | ------ | ------ | ------- | ------ | ------- |
| Akira Ishibashi Yukio Makino | 49er   | 8      | 17     | 3      | 13     | 8      | 12     | 8      | 9      | 17     | 6      | 14     | 5      | Não av. | 103    | 12º     |

### Voleibol de praia
Masculino
| Atleta                            | Fase de grupos | Fase de grupos | Oitavas de final                                  | Quartas de final       | Semifinais             | Final                  |
| Atleta                            | Adversário e resultado | Pos.           | Adversário e resultado                            | Adversário e resultado | Adversário e resultado | Adversário e resultado |
| --------------------------------- | --- | -------------- | ------------------------------------------------- | ---------------------- | ---------------------- | ---------------------- |
| Kentaro Asahi Katsuhiro Shiratori | GER J. Brink/C. Dieckmann D 0 - 2 (18-21; 18-21) NED E. Boersma/B. Ronnes V 2 - 1 (21-15; 23-25; 15-11) USA J. Gibb/S. Rosenthal D 1 - 2 (15-21; 21-19; 16-18) | 2º (gr. F)     | BRA M. Araújo/F. Magalhães D 0 - 2 (21-23; 15-21) | Não avançou            | Não avançou            | Não avançou            |

Feminino
| Atleta                          | Fase de grupos | Fase de grupos | Oitavas de final       | Quartas de final       | Semifinais             | Final                  |
| Atleta                          | Adversário e resultado | Pos.           | Adversário e resultado | Adversário e resultado | Adversário e resultado | Adversário e resultado |
| ------------------------------- | --- | -------------- | ---------------------- | ---------------------- | ---------------------- | ---------------------- |
| Chiaki Kusuhara Mika Teru Saiki | USA K. Walsh/M. May-Treanor D 0 - 2 (12-21; 15-21) NOR N. Håkedal/I. Torlen D 0 - 2 (8-21; 18-21) CUB D. Fernández/L. Peraza D 0 - 2 (18-21; 17-21) | 4º (gr. B)     | Não avançou            | Não avançou            | Não avançou            | Não avançou            |

### Voleibol
Masculino
| Equipe | Fase de Grupos | Fase de Grupos | Quartas de final       | Semifinal              | Final                  | Pos. |
| Equipe | Adversário e resultado | Pos.           | Adversário e resultado | Adversário e resultado | Adversário e resultado | Pos. |
| --- | --- | -------------- | ---------------------- | ---------------------- | ---------------------- | ---- |
| Nobuharu Saito Daisuke Usami Takahiro Yamamoto Masaji Ogino Yoshihiko Matsumoto Kota Yamamura Kunihiro Shimizu Tatsuya Fukuzawa Katsutoshi Tsumagari Yusuke Ishijima Yu Koshikawa Kosuke Tomonaga | ITA Itália D 1 - 3 (19-25; 18-25; 25-23; 17-25) BUL Bulgária D 1 - 3 (27-29; 25-23; 21-25; 19-25) CHN China D 2 - 3 (20-25; 23-25; 25-17; 25-16; 10-15) VEN Venezuela D 0 - 3 (23-25; 21-25; 23-25) USA Estados Unidos D 0 - 3 (18-25; 12-25; 21-25) | 6º (Gr. A)     | Não avançou            | Não avançou            | Não avançou            | 11º  |

Feminino
| Equipe | Fase de Grupos | Fase de Grupos | Quartas de final                         | Semifinal              | Final                  | Pos. |
| Equipe | Adversário e resultado | Pos.           | Adversário e resultado                   | Adversário e resultado | Adversário e resultado | Pos. |
| --- | --- | -------------- | ---------------------------------------- | ---------------------- | ---------------------- | ---- |
| Megumi Kurihara Asako Tajimi Yoshie Takeshita Kanako Omura Miyuki Takahashi Yuko Sano Sachiko Sugiyama Yuka Sakurai Miyuki Kano Erika Araki Saori Kimura Yuki Kawai | USA Estados Unidos D 1 - 3 (20-25; 25-20; 19-25; 21-25) VEN Venezuela V 3 - 0 (25-12; 25-17; 25-12) POL Polônia V 3 - 2 (25-21; 25-20; 18-25; 23-25; 15-11) CUB Cuba D 0 - 3 (17-25; 22-25; 22-25) CHN China D 0 - 3 (24-26; 16-25; 14-25) | 4º (Gr. A)     | BRA Brasil D 0 - 3 (12-25; 20-25; 16-25) | Não avançou            | Não avançou            | 5º   |

### Remo
| S | Classificado(a) para as semifinais |    |                        | FA | Final A (disputa de medalhas) |  |  | FD | Final D (sem medalhas) |
| Q | Classificado(a) para as quartas    | FB | Final B (sem medalhas) | FE | Final E (sem medalhas)        |  |  |    |                        |
| R | Classificado(a) para a repescagem  | FC | Final C (sem medalhas) | FF | Final F (sem medalhas)        |  |  |    |                        |

### Vela
| M   | Regata da Medalha da qual só participam os dez primeiros colocados das regatas anteriores  |  |  | CAN | Regata cancelada |
| BFD | Desclassificado por bandeira preta (Black Flag Disqualified)                               |  |  |     |                  |
| UFD | Desclassificado por bandeira "U" (U Flag Disqualified)                                     |  |  |     |                  |
| OCS | Largada queimada (On the Course Side of the starting line)                                 |  |  |     |                  |
| DNE | Desclassificação sem eliminação (infração a um item do regulamento da prova – Did Not End) |  |  |     |                  |